# Кореново налягане
Кореново налягане е налягане, което изтласква водата с разтворените в нея хранителни вещества по проводящите съдове от корените в стъблата на растенията. Проявява се в силата на налягането върху съдовете на стъблата и клоните на дърветата и се определя по изтичането на водата при отрязване. Силата на кореновото налягане зависи от наличието на кислород и подходяща температура, като то е най-високо през деня, и най-ниско – през нощта.